# Episodi di Squadra emergenza (serie televisiva 1972) (quarta stagione)
La quarta stagione della serie televisiva Squadra emergenza è stata trasmessa in anteprima negli Stati Uniti dalla NBC tra il 14 settembre 1974 e il 1º marzo 1975.
| nº | Titolo originale           | Titolo italiano | Prima TV USA      | Prima TV Italia |
| -- | -------------------------- | --------------- | ----------------- | --------------- |
| 1  | The Screenwriter           |                 | 14 settembre 1974 |                 |
| 2  | I'll Fix It                |                 | 21 settembre 1974 |                 |
| 3  | Gossip                     |                 | 28 settembre 1974 |                 |
| 4  | Nagging Suspicion          |                 | 5 ottobre 1974    |                 |
| 5  | Communication Gaffe        |                 | 12 ottobre 1974   |                 |
| 6  | Surprise                   |                 | 19 ottobre 1974   |                 |
| 7  | Daisy's Pick Blind Date    |                 | 2 novembre 1974   |                 |
| 8  | Quicker Than the Eye       |                 | 9 novembre 1974   |                 |
| 9  | Foreign Trade              |                 | 16 novembre 1974  |                 |
| 10 | Camera Bug                 |                 | 23 novembre 1974  |                 |
| 11 | The Firehouse Four         |                 | 30 novembre 1974  |                 |
| 12 | Details                    |                 | 7 dicembre 1974   |                 |
| 13 | Parade                     |                 | 21 dicembre 1974  |                 |
| 14 | The Bash                   |                 | 28 dicembre 1974  |                 |
| 15 | Transition                 |                 | 4 gennaio 1975    |                 |
| 16 | Smoke Eater                |                 | 11 gennaio 1975   |                 |
| 17 | Kidding                    |                 | 18 gennaio 1975   |                 |
| 18 | Prestidigitation           |                 | 25 gennaio 1975   |                 |
| 19 | It's How You Play the Game |                 | 1º febbraio 1975  |                 |
| 20 | The Mouse                  |                 | 8 febbraio 1975   |                 |
| 21 | Back-Up                    |                 | 15 febbraio 1975  |                 |
| 22 | 905-Wild                   |                 | 1º marzo 1975     |                 |